# Surfraw
Surfraw (Frente Revolucionario de Usuarios de Shell contra la Web del inglés Shell Users Revolutionary Front Rage Against the Web) es un programa informático para la línea de comandos en consolas tipo unix que realiza consultas a diversos motores de buqueda desde la misma interfaz.

## Descripción
Surfraw es un metabuscador empleado desde la línea de comandos y cuyos resultados se pueden visualizar tanto en un navegador gráfico, navegador en texto o el resultado en consola.
Se puede buscar desde la misma interfaz en sitios como la enciclopedia británica, yahoo, Google, entre otros.